# Station Østbanetorvet
Station Østbanetorvet is een spoorweghalte in Aarhus in de Deense gemeente Aarhus. Het station ligt aan de lijn Grenaabanen. Østbanetorvet, tot 1983 Aarhus Østbanegård, wordt bediend door de treindienst van Aarhus Nærbane. Het was oorspronkelijk het eindstation voor de lijn naar Grenaa. Pas in 1933 werd de lijn doorgetrokken tot het Hoofdstation.
Het stationsgebouw uit 1882 is ontworpen door de architect N.P.C. Holsøe. 